# Drapetis femoralis
Drapetis femoralis är en tvåvingeart som beskrevs av Wheeler och Axel Leonard Melander 1901. Drapetis femoralis ingår i släktet Drapetis och familjen puckeldansflugor. Inga underarter finns listade i Catalogue of Life.